# Epirrhoe hastatoides
Epirrhoe hastatoides là một loài bướm đêm trong họ Geometridae.